# André Kertész
André Kertész, magyar nevén Kertész Andor, születési nevén Kohn Andor (Budapest, 1894. július 2. – New York, 1985. szeptember 28.) fotóművész.

## Élete

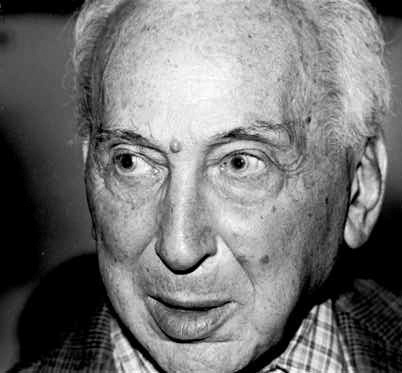
André Kertész, New York, 1982

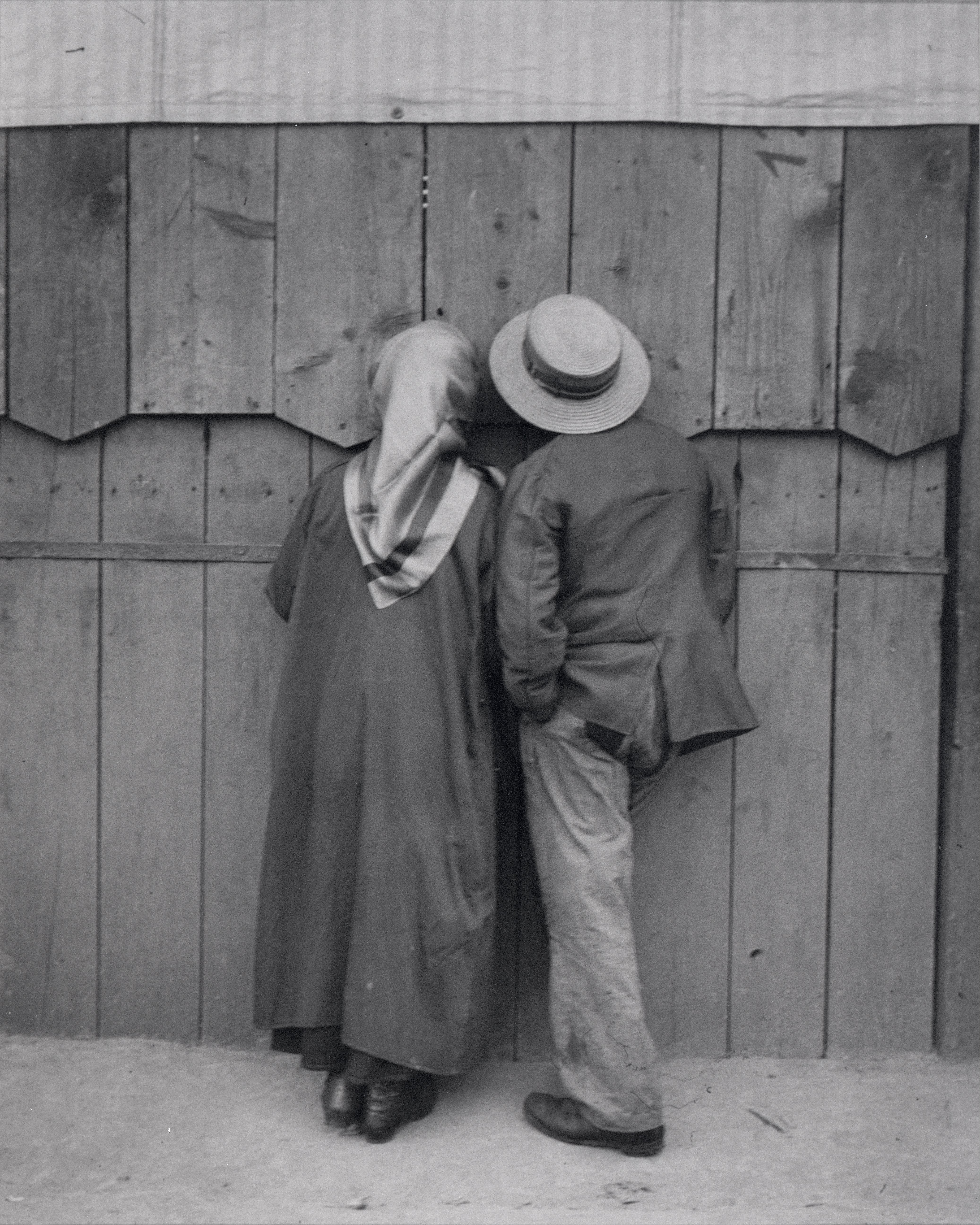
Cirkusz; 1920.

Kertész Andor budapesti kiskereskedő fiaként született izraelita családban. Szülei Kohn Lipót és Hoffmann Ernesztina (1863–1933) voltak. Apját 15 éves korában elvesztette, és gyerekkorát Budapesten, a Teleki tér környékén és vidéki rokonoknál Szigetbecsén töltötte, ami később egész világlátására nagy hatással volt. Még 14 éves korában kapott egy – mai szemmel nézve – nagy és nehézkes fényképezőgépet. A Monarchia hadseregében részt vett az első világháborúban. Állvány nélkül is használható ICA gépével már frontkatonaként érdekes képeket készített. 1915-ben megsebesült, és több mint két évig ápolták, többek közt Esztergomban. Az esztergomi uszodában készítette például híres „víz alatti úszó” fotóját (ma ugyanitt, az uszodában emléktáblája látható). 1918 októberében Brassóban fényképezte a hazainduló katonavonatokat, a felbomló hadsereget. A béke beköszönte után még intenzívebben kezdett fotózni. Több fotóját közölték magyar lapok (Érdekes Újság; Borsszem Jankó). Sok képén szerepelt saját maga, öccse, Jenő vagy szerelme, Erzsébet. Sokat kísérletezett, játszott a fényekkel, sziluetteket, és más, az absztrakt határát súroló témát fotózott – akkor persze még fogalma sem volt, hogy ezt így hívják. Emellett – már a kezdetektől – sokat fotózta a hagyományos vidéki magyar hétköznapokat. Sokáig úgy tudta, legtöbb 1914 előtt készült fotója elveszett.
31 éves korában teljesült álma, budapesti hivatalnokéletét a párizsi művészvilágra cserélte. Itt élte legboldogabb napjait, a Montparnasse művészei között szabadon, kötöttségektől mentesen fotózhatott. Picasso, Piet Mondrian, Marc Chagall, Calder, Brassaï, a filmes Eisenstein és más – nem kis részben magyar – emigráns festők, képzőművészek tartoztak mindennapos baráti köréhez. 1926-ban Beöthy István szobrász műtermében készítette el egyik legismertebb felvételét, a Szatirikus táncosnőt, melynek modellje Förstner Magda kabarétáncos volt. 
Párizsban rövid ideig együtt élt a szintén magyar emigráns Klein Rózsival, aki Rogi André néven lett ismert fotográfusnő. 1928. október 27-én kötöttek házasságot. A frigy azonban nem tartott sokáig. Amikor Kertész fiatalkori szerelme, Erzsébet (Salamon Erzsébet, ismert nevén Elisabeth Saly) meglátogatta Párizsban, összekötötték életüket.
Kertész kameráját még párizsi évei alatt egy kis 35 mm-es Leicára cserélte, ettől kezdve feltűnés nélkül, naplószerűen fotózhatta környezetét, nagyot változott stílusa, melynek legjobb példája Meudon (1928) című felvétele. Elismert művészként sok fiatal fordult hozzá tanácsért, kritikáért. Henri Cartier-Bresson nyilatkozta róla később: „Mindnyájan adósai vagyunk Kertésznek.”
Kertészék a Keystone meghívására 1936-ban New Yorkba költöztek. Kertész stílusa nemigen illett bele az akkor divatos, amerikai magazinokban megszokott irányvonalba, de a Condé Nast kiadó fantáziát látott benne és egyre gyakrabban bízta meg munkákkal, majd egy hosszú távú szerződéssel évtizedekre az általuk kiadott Home and Garden magazinhoz kötötték. Kertész nem találta a helyét Amerikában, New York idegen volt neki, hiányoztak a barátai, az alkotó közeg, helyette megrendelésre kellett fotóznia. Habár sikerült néhány kiállítást rendeznie, művészként sokáig nem ért el jelentős sikereket, lassan kezdte elveszteni a hitet saját tehetségében.
A hatvanas évek elején Kertész visszavonult a magazinfotózástól. Felesége üzleti sikerei és saját elismerései miatt végre felhagyhatott a pénzért, megbízásból végzett munkákkal. 1963-ban kiállítása nyílt Velencében, majd Párizsban, a Francia Nemzeti Könyvtárban. 1964-ben a New York-i Modern Művészetek Múzeumának akkor kinevezett, fotográfiáért felelős igazgatója John Szarkowski is önálló kiállítást hozott össze neki a MoMA-ban. A tárlat egy csapásra megváltoztatta a róla kialakult képet, az amerikai művészvilág is befogadta, főként a 60-as évek végén és a 70-es évek elején a művészi dokumentarizmus megújítására törekvő irányzat képviselői, akik nagyra értékelték a 20-as, 30-as években Párizsban készült képeit. Ezután a világon többfelé is kiállításokat rendezett,újra sokat utazott. Többször visszatért Párizsba és Magyarországra is, de élete végéig New York maradt az otthona. 1977-ben elhunyt felesége, ettől kezdve még zárkózottabb lett, képei is depresszívebbek lettek. Utolsó éveiben színes Polaroid képeket készített saját lakásában.

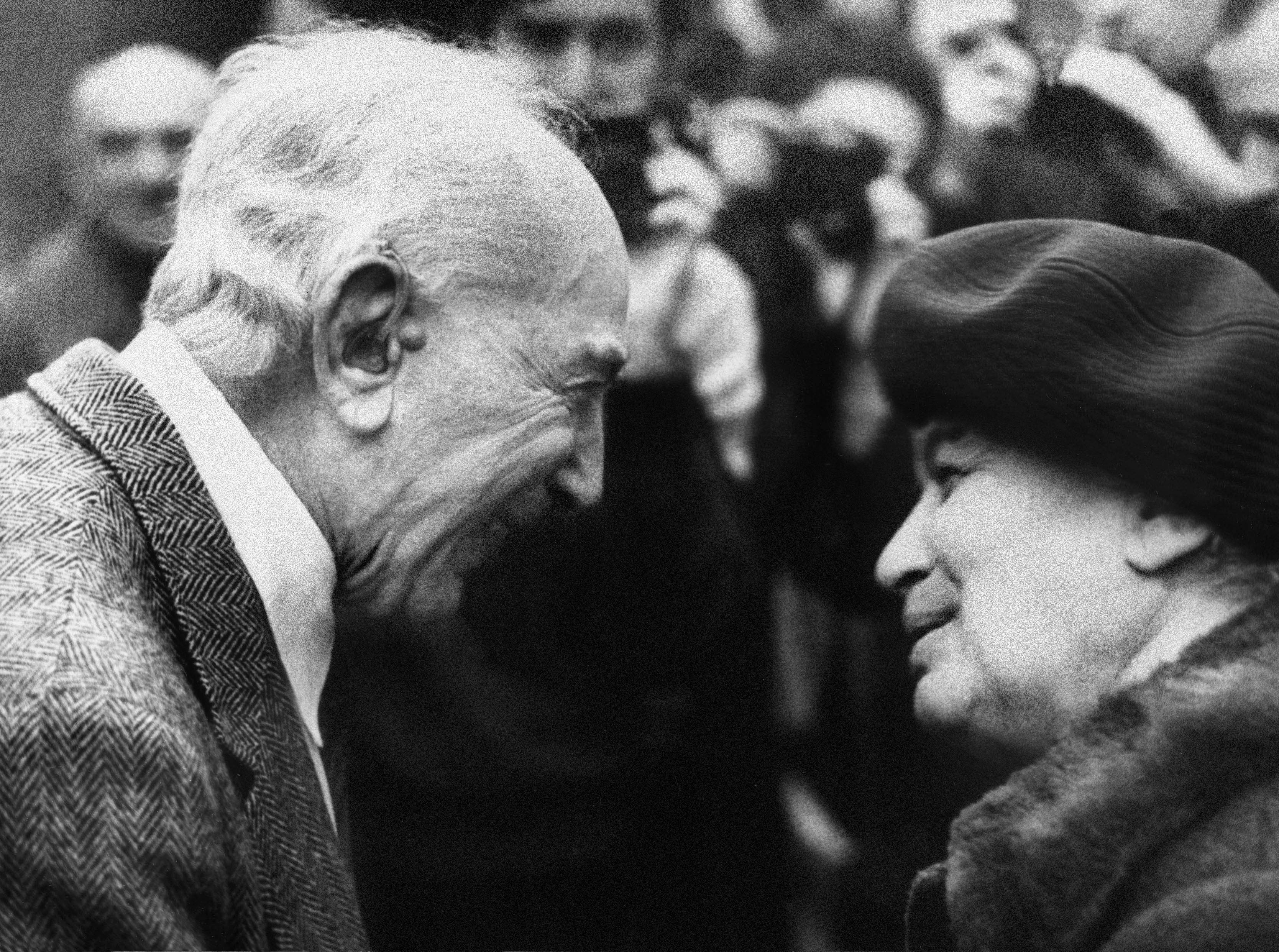
Budapest, Vigadó, 1984. – André Kertész életmű kiállításának megnyitója idején. (A hivatalos program közben odalépett Kertészhez a képen látható hölgy, aki Kertész régi ismerőse volt a régmúltból, Kertészék lakásától nem messze)

1984-ben visszatért Esztergomba, ahol újra bejárta korábbi munkáinak színhelyét, ekkor „Esztergomért emlékérem”-mel tüntették ki.
1985-ben halt meg.
Kertész még életében a francia államnak ajándékozta mintegy százezernyi negatívját, diáit és feljegyzéseit, leveleit. Ezeket ma a Médiathèque de l’Architecture et du Patrimoine őrzi. Személyes tárgyainak egy része, és magyarországi felvételeinek, későbbi nagyítású, általa szignált 120 darabja került az 1987-ben nyílt szigetbecsei André Kertész Emlékházba.
A New York-i székhelyű André és Elizabeth Kertész Estate papírképekkel, egykorú vintázsokkal, autorizált nagyításokkal, a kései polaroidokkal és ún. kontaktmásolatokkal rendelkezik. 2021-ben a magyar állam 1163 fényképét vásárolt meg ezekből. A megvásárolt fotók zöme 1925 előtt készített vintázs vagy kontaktkópia, de az anyag magában foglal 151 db, az idős művész által készített polaroidot is. A fényképek a Magyar Nemzeti Múzeum gyűjteményét gazdagítják.

## Emlékezete
2005 őszén a New York-i International Center of Photography összegyűjtötte a világban található munkáit és egy az egész életét felölelő kiállítással emlékezett André Kertészre. Az Ötödik sugárút elején lévő egykori lakásában nagy tisztelője, a szintén fotós Steve McCurry lakik jelenleg.
Első nagy európai retrospektív kiállítását 2010-ben a párizsi Jeu de Paume megbízásából Michel Frizot és Annie-Laure Wanaverbecq rendezte; a tárlatot Párizs, Berlin és Winterthur után Budapesten, a Magyar Nemzeti Múzeumban is bemutatták.
2012. május 12-én az esztergomi Szent István Strandfürdő fennállásának centenáriumán avatták fel Kertész emléktábláját. Azon a helyen, ahol a Víz alatt úszó című képét készítette a művész 1917-ben.
A 2002-ben felfedezett 154141 Kertesz nevű kisbolygót róla nevezték el.
2008-ban a Merkúr bolygón egy 31,55 km átmérőjű krátert nevezett el róla a Nemzetközi Csillagászati Unió.
1987-ben nyílt meg Szigetbecsén az André Kertész Emlékmúzeum.
2024-ben Esztergomban, a Szent Tamás-hegy alján teret neveztek el róla.

## Kötetei
- Photographs; bev. Anna Fárová, közrem. Robert Sagalyn; Grossman, New York, 1966 (Paragraphic books)
- On reading; Grossman, New York, 1971
- Sixty years of photography. 1912–1972; Thames and Hudson, London, 1972
- Dans New York; présenté par Nicolas Ducrot; Chène, Paris, 1976
- André Kertész; Aperture, Millerton, 1977 (The Aperture history of photography series)
- Photographs; bev. Carole Kismaric; Fraser, London, 1977 (The history of photography)
- An exhibition of photographs from the Centre Georges Pompidou, Paris, 1977; bev. Colin Ford; Arts Council of Great Britain, London, 1979
- Americane, paysages, portraits, oiseaux, 1-4.; Chêne, Paris, 1979
- From my window; bev. Peter MacGill; New York Graphic Society, Boston, 1981
- Hungarian memories; bev. Hilton Kramer; Little, Brown and Co., Boston, 1982 (A New York Graphic Society book)
- Das Fotografen-Porträt; bev. Ben Lifson, németre ford. Rosie Bitterli; Reich, Luzern, 1982
- A lifetime of photography; bev. Ben Lifson; Thames and Hudson, London, 1982 (Key Porter books)
- Kertész on Kertész. A self-portrait; bev. Peter Adam; BBC, London, 1985 (Great master photographers)
- André Kertész. Diary of light, 1912–1985; szerk. Susan Harder, Hiroji Kubota; Aperture, New York, 1987 (An Aperture book)
- André Kertész. Photographs from the J. Paul Getty Museum; szerk. John Harris, Mollie Holtman; J. Paul Getty Museum, Los Angeles, 1994 (In focus)
- A. Kertész, 1894 – 1985 – 1994; szerk. Kolta Magdolna; Magyar Fotográfiai Múzeum–Pelikán, Kecskemét–Bp., 1994 (A magyar fotográfia történetéből)
- The pleasure of reading; Trans photographic press, Lagny sur Marne–Paris, 1998 (Trans photographic press)
- A korai évek; szerk. Robert Gurbo, Bruce Silverstein, ford. Havas Lujza; Vince, Bp., 2005
- Sarah Greenough–Robert Gurbo–Sarah Kennel: André Kertész; National Gallery of Art–Princeton University Press, Washington–Princeton, 2005
- Budapest, Paris, New York; szerk. Amy Mattern, szöveg Robert Gurbo, Sarah Morthland; Vintage Galéria, Bp., 2007
- André Kertész. The polaroids; bev. Robert Gurbo, előszó Eelco Wolf; Norton, New York–London, 2007
- A felejtés csele. Válogatás André Kertész polaroidjaiból; képvál., bev. Szlukovényi Katalin, kurátor Fisli Éva; MNMKK, Budapest, 2024
- A lélegző archívum. André Kertész háborús naplója és levelei; sajtó alá rend., képvál., bev. Fisli Éva; MNMKK, Budapest, 2024